# Regionsrådet i Region Syddanmark 2009-2013
For yderligere oplysninger, se Politik i Region Syddanmark. For generelle oplysninger, se Region Syddanmark.
Efter kommunal- og regionsrådsvalget, der blev afviklet den 17. november 2009, blev det afgjort, at Carl Holst (V) stod til at genindtage posten som regionsrådsformand. Venstre (V) blev det største parti med 13 mandater, Socialdemokraterne (A) 12 og Socialistisk Folkeparti (SF) 6 mandater som de tre største partier.

## Resultat

### Regionsrådsmedlemmer
Fordelingen af de 41 mandater mellem de nedenstående partier.
| Socialdemokraterne (A) - Poul-Erik Svendsen, Assens - Karsten Uno Petersen, Esbjerg - Willy Sahl, Sønderborg - Bente Gertz Hansen, Fredericia - Pia Tørving, Odense - Margot Torp, Kolding - William Jensen, Svendborg - Frede Skaaning, Odense - Ole Finnerup Larsen, Haderslev - Pierre Topaz, Vejle - Jette Jensen, Esbjerg - Andrea Terp Christensen Det Radikale Venstre (B) - Kristian Grønbæk Andersen, Odense | Det Konservative Folkeparti (C) - Lasse Krull, Odense - John Lohff, Sønderborg - Poul Sækmose, Ærø - Bent Bechmann, Kolding Socialistisk Folkeparti (F) - Mette Valentin, Nyborg - Henrik J. Møller, Tønder - Iben Kromann, Odense - Finn T. Hansen, Vejle - Torben W. Smith, Ringe - John Hyrup Jensen, Sønderborg | Lokallisten Region Syddanmark (L) - Jørgen Pless, Svendborg Dansk Folkeparti (O) - Freddie H. Madsen - Jytte G. Lauridsen - Thies Mathiasen - Lars Aarup | Venstre, Danmarks Liberale Parti (V) - Carl Holst, Rødding - Stephanie Lose, Esbjerg - Carsten Abild, Otterup - Sonny Berthold, Vejle - Thyge Nielsen, Varde - Preben Jensen, Billund - Bo Libergren, Odense V - Claus Warming, Kolding - Preben Friis-Hauge, Varde - Susanne Linnet, Tønder - Hans Philip Tietje, Aabenraa - Ingeborg Moritz Hansen, Kerteminde - Jens Møller, Tønder |

Kilde: Det nye Regionsråd  på KMD Valg.